# Kaprys nr 24 (Paganini)
Kaprys nr 24 z op. 1 Niccolò Paganiniego to jeden z najtrudniejszych i najsłynniejszych utworów wirtuozowskich na skrzypce solo.
Kaprys napisany w tonacji a-moll (pod koniec utworu zmienia się w A-dur) Tema con Variazioni: Quasi Presto jest ostatnim z cyklu Kaprysów pisanych przez Paganiniego w latach 1802–1817.
Składa się z tematu, 11 wariacji i finału. Kompozytor zastosował tu szereg bardzo trudnych technik wykonawczych: podwójne oktawy, szybkie następstwa trudnych interwałów, arpeggia w molowych skalach w tercjach i decymach, pizzicato lewą ręką, wysokie pozycje, błyskawiczne i wielokrotne zmiany smyczkiem strun.
Wielu skrzypków na świecie latami studiuje trudności techniczne tego utworu. Jest on popisowym krótkim utworem koncertowym, często stosowanym na bis w koncertach przez najwybitniejsze sławy wiolinistyki.
Kaprys nr 24 Paganiniego stał się inspiracją dla wielu późniejszych kompozycji i aranżacji w różnych stylach muzyki poważnej, rockowej i popularnej. Wariację na jego temat napisali m.in. Johannes Brahms (Wariacje op. 35), Siergiej Rachmaninow (Rapsodia na temat Paganiniego na fortepian i orkiestrę) i Witold Lutosławski (Wariacje natemat Paganiniego na 2 fortepiany).